# Падука Анатолій Іванович
Падука Анатолій Іванович (нар. 22 серпня 1951, Ромни) — радянський і український актор театру і кіно. Керівник, головний режисер і педагог Одеського театрального ліцею.

## Біографія
Народився 22 серпня 1951 року в місті Ромни, Сумської області. Мати — Ганна Дмитрівна Голот.
В 1973 році був запрошений у місто Одесу до Театру юного глядача.
У 1973 році одружився.
У 1974 році народилася донька Юлія.
З 1976 р. Член Національної Спілки театральних діячів
У 1980 році працював у Одеському Будинку актора в театральній студії «Експеримент», яку очолив народний артист Росії Олег Табаков.
У 1981 р. вступив на навчання в Москву в Російській інститут театрального мистецтва (ГІТІС ім. А. Луначарського) на акторський факультет до Олега Табакова.
У 1985 році закінчив ГІТІС по факультету — актор драми і кіно.
У 1986 р. почав знову займатися театральною студією.
З 1989 р. працював у Одеському Будинку актора та паралельно в театрі Юного глядача.
У 1989 р. при Одеському Будинку актора створив театральний ліцей.
У Анатолія Падуки в Одеському Театральному Ліцеї навчався Вітас.
З 1973 по 1994 рік зіграв в Одеському ТЮЗі близько 70 ролей.

## Творча діяльність

### Кінофільми, в яких знявся
- «Чарівний голос Джельсоміно», реж. Т. Лисиціан;
- «Золоті туфельки», реж. Ст. Козачков;
- «Принцеса на бобах», реж. Ст. Новак;
- «Настроювач», реж. К. Муратова;
- «Посмішка Бога, або Чисто одеська історія», реж. В. Аленіков;
- «Раба Кохання», реж. Н. С. Міхалков;
- «Трест, який лопнув», реж. А. І. Павловський, К. І. Павловський;
- «Валізка», реж. Р. Василевський;
- «Дорога в Рай»;
- «Астенічний синдром», реж. К. Р. Муратова;
- «Чутливий міліціонер», реж К. Р. Муратова;
- «Благословіть жінку», реж. Ст. Говорухін, чотири серії ТБ;
- «Блаженна», реж. С. Струсовський;
- «Рідкісний дощ», реж. Р. Делієв;
- «Сонька Золота Ручка», реж. В. Мережко;
- «Сині, як море, очі», реж. Р. Делієв, дві серії ТБ;
- «Мелодія для шарманки», реж К. Муратова.

### Театральні постановки
- 1974 — «Гей, хто-небудь» за В. Сарояном;
- 1980 — «Ювілей» за А. П. Чеховим;
- 1981 — «20 хвилин з ангелом» за А. Вампіловим;
- 1991 — «Призначено на злам» по Т. Вільямсу;
- 1991 — «Замерзли» за Н. Садуру;
- 1992 — «Вони билися за Батьківщину»;
- 1995 — «Володимир третього ступеня»;
- 1996 — «Кухонка моя» за М. Угаровим;
- 1997 — «На перші гулі» за С. Васильченком;
- 1998 — «Одруження Бальзамінова» за А. Островським;
- 1999 — «Русский Инвалидъ» за М. Угаровим;
- 2000 — «По ревізії» за М. Кропивницьким;
- 2001 — «Білі ночі» за Ф. Достоєвським;
- 2002 — «Обломов» за В. Гончаровим;
- 2003 — «Лапа, або Ієрогліфи» за Д. Хармсом;
- 2004 — «Може Бути тільки Бог» за А. Веденським;
- 2005 — «Комедія міста Петербурга» за Д. Хармсом[2];
- 2006 — «Скользящая Люче» за Лаурою Сінтією Черняускайте;
- 2007 — «Скушно на цьому світі, панове…» за М. В. Гоголем;
- 2008 — «Благовіщення» за Вен. Єрофеєвим;
- 2009 — «Тупташка-Невдашка» за Дж. Д. Селінджером;
- 2010 — «Оле-Лукоє» за Г. Х. Андерсеном;
- 2012 — «Щоденник Печоріна» за М. Ю. Лермонтовим;
- 2014 — «Тріумф» за І. А. Крилову;
- 2015 — «Енеїда» за І. П. Котляревським.